# بيز فورون
بيز فورون (بالإنجليزية: Piz Forun)‏ هو أحد جبال سلسلة جبال الألب ألبولا ويقع في كانتون غراوبوندن في سويسرا. يحتل المرتبة رقم 192 في قائمة جبال سويسرا من حيث الارتفاع، إذ يبلغ ارتفاعه حوالي 3052 متر، بينما يبلغ ارتفاع نتوء الجبل 458 متر، هذا وقد سجل أول وصول لقمة الجبل عام 1847.